# Англи
Англите са германоезичен народ, произхождащ от земите на полуостров Ютланд, от съвременната германска федерална провинция Шлезвиг-Холщайн. Първите писмени източници за англите са от Публий Корнелий Тацит.
От началото на III век, особено в средата на V век – в епохата на Великото преселение на народите - англите, заедно със съседните племена сакси, юти и фризи, се преместват в землищата на съвременна Великобритания, която по онова време е била заселена от келтски племена. През VII-X век англите и саксите се обединяват в единна етническа група англо-саксонци, основа за съвременната английска нация.